# Guy Buisson
Pour les articles homonymes, voir Buisson.
Guy Buisson, né en 1943 à Saint-Étienne, est un médecin et anthropologue français.

## Biographie
Guy Buisson nait en 1943 à Saint-Étienne d'une mère secrétaire et d'un père comptable.
Il pratique la médecine en tant que gynécologue-obstétricien de 1976 à 2008.
Il poursuit ensuite des études à l'Université Lumière Lyon 2 et en sort titulaire d'un Master 2 Recherche en Anthropologie en 2014.
Il fait des collectionneurs le thème principal de ses recherches.
Il est lui-même collectionneur de pots à tabac.

## Publications
- 2010 : Une collection de pots à tabac  (ISBN 2-9163-9343-9)
- 2019 : Homo collector, une anthropologie du collectionneur  (ISBN 978-2-310-04471-4)